# Otzinachsonia
Otzinachsonia Cressler et Pfefferkorn, 2005 es un género de Tracheophyta perteneciente al orden Isoetales de la subdivisión Lycophytina. Los restos fósiles de la única especie conocida en el género, Otzinachsonia beerboweri Cressler et Pfefferkorn, 2005, fueron hallados en un yacimiento de la Formación Catskill en rocas datadas en finales del periodo Fameniense del Devónico superior en las proximidades de la  localidad de Hyner, condado de Clinton, estado de Pensilvania (Estados Unidos).
Morfológicamente Otzinachsonia beerboweri está formado por un tallo cilíndrico, de hasta 10 cm de altura, ensanchado en un cormo acampanado en su zona basal. Unido al cormo y la zona inferior del tallo, el rizomorfo, aparece un sistema radicular formado por numerosas raíces de pequeño tamaño insertadas en ortosticos y por raíces mayores concentradas en surcos. Por encima de las cicatrices de las raíces de la zona basal aparece una zona de transición entre el rizomorfo y la zona distal del tallo que está completamente desprovista de cicatrices. En las zonas distales del tallo las cicatrices elípticas aparecen en parasticos en patrón helicoidal. Estas cicatrices fueron dejadas por las hojas del vegetal, que en ninguno de los casos se conserva. Las cicatrices de las hojas más basales poseen pequeños puentes trasversales de escasos milímetros en su parte superior.

## Descripción
Los restos fósiles de Otzinachsonia beerboweri constan de cinco especímenes parcialmente carbonizados incluidos en una matriz de limonita. Estos restos están formados por tallos bulbosos con parte del sistema radicular y sin las hojas superiores. El tallo de Otzinachsoni tiene una característica forma acampanada en su zona basal, un cormo de un grosor variable entre 3,5 y 10,3 cm de longitud mientras que el cuerpo principal tiene entre 2,5 y 7,2 cm de diámetro. Los caracteres anatómicos que presenta esta especie son similares a los de su coetánea Cyclostigma y probablemente ambas especies comparten una posición basal dentro del orden Isoetales.
La zona distal del tallo mantiene un grosor constante en gran parte de su longitud. Mediante extrapolación de las proporciones observadas en los ejemplares más completos se ha podido estimar que la altura del ejemplar que presenta mayor cormo es de 120 cm. El cormo que forma el tallo en su base es tetralobulado. Cuando estos cuatro lóbulos no pueden observarse directamente en los fósiles su presencia puede deducirse a partir de las proporciones conocidas por los ejemplares más completos y por las estriaciones presentes en el tallo. Los lóbulos del cormo sobresalen claramente del tallo hasta 3 cm en el caso más destacado. En tres de los ejemplares conocidos se han conservado las raíces aunque únicamente uno de ellos las presenta en posición tridimensional, formando una compacta masa. Esas raíces tienen un pequeño tamaño, entre 4 y 5 mm de diámetro y un máximo de 5,5 cm de longitud, correspondiente a una raíz fraccionada, y todas ellas se hallan fuertemente comprimidas tras el proceso de fosilización. A pesar de la compresión puede observarse la presencia de dos bandas concéntricas de tejido con un relleno de limonita dentro de ellas. Esto permite suponer que las raíces fueron completamente huecas, como en algunas especies actuales.
A pesar de que son pocas las raíces conservadas las cicatrices que estas dejan tanto en el tallo como en el cormo son perfectamente visibles. Las cicatrices son siempre circulares u ovales y completamente planas respecto al órgano en el que aparecen aunque su tamaño varía según esta localización. En la zona de los lóbulos del cormo las cicatrices tienen un diámetro aproximado de 1 a 2 mm mientras que en los surcos de los tallos estas raíces tienen alrededor de 8 mm. Unos pocos de los ejemplares tienen cicatrices de dos tipos en sus tallos, por una parte las cicatrices de las raíces en la zona del cormo y por otra las de las hojas en tallo y ápice. Ambas regiones se encuentran perfectamente separadas por una región completamente desprovista de cicatrices o protuberancias.
En la zona superior del tallo aparecen las cicatrices dejadas por las hojas. Estas cicatrices foliares siempre conservan un patrón de inserción claramente helicoidal. Los ortósticos, franja de cicatrices alineadas a lo largo del tallo, forman ángulos mayores en las zonas basales que en los extremos. Así en la zona más cercana al cormo el ángulo es de entre 55° y 50°, mientras que cerca de ápice es de 36° a 60°. Las cicatrices foliares tienen un perfil circular a oval y están formadas por dos protuberancias reniformes con sus extremos unidos y enfrentadas una contra otra por sus perfiles cóncavos. El hueco dejado entre ambas protuberancias arriñonadas es interpretado como la  traza foliar y presenta un tejido que se supone es un parénquima. Las cicatrices foliares de la zona inferior del tallo presentan a su vez finas estriaciones trasversales de 1 mm de grosor y entre 7 y 9 mm de longitud que une a modo de puente lós ápices de varias de ellas.

## Distribución y hábitat
Los restos fósiles de Otzinachsonia beerboweri fueron localizados en una serie de estratos expuestos tras el desmonte de la colina llamada Red Hill durante la construcción de una carretera en la localidad de Hyner, en el condado de Clinton, Pensilvania (Estados Unidos). Red Hill pertenece a la Formación Catskill. Los estudios geológicos llevados a cabo en la zona han demostrado que esta formación se corresponde con un ecosistema de transición fluvial-marina caracterizada por una fuerte sedimentación deltaica.
Los fósiles del lugar son tanto terrestres como marinos. La flora asociada a Otzinachsonia es la característica de las zonas húmedas devónicas de Norteamérica siendo especialmente abundantes los ejemplares de los géneros Archaeopteris y Racophyton. Otros géneros presentes son Barinophyton, Protobarinophyton, Lepidodendropsis, Gillespiea, Aglosperma y Duodimidia. Dentro de la fauna son varias las especies de peces que se han identificado como el acantodio Gyracanthidae, los condríctios Ctenacanthus y Ageleodus o los osteíctios Ctenacanthus, Ageleodus, Limnomis, Sauripterus e Hyneria. Los estudios bioestratigráficos y palinológicos llevados e cabo en el lugar concluyen que el horizonte en el que aparecen los restos vegetales se corresponden con el periodo Fameniense del Devónico superior.

## Taxonomía
Etimológicamente la especie toma su nombre de género, Otzinachsonia, del nombre indígena del río Susquehanna, Otzinachson, situado en las proximidades del yacimiento. El epíteto específico, beerboweri hace referencia al paleontólogo James Richard Beerbower.